# Loches
Pour les articles homonymes, voir Loches (homonymie).
Ne doit pas être confondu avec Loché, Loche ou Loches-sur-Ource.
Pour le type de poissons, voir Cobitidae.
Loches est une commune française située dans le département d'Indre-et-Loire, en région Centre-Val de Loire.
Chef-lieu d'arrondissement et sous-préfecture d'Indre-et-Loire, cette petite ville de Touraine, située sur l'Indre, forme une agglomération de dix mille habitants avec les communes de Beaulieu-lès-Loches, Ferrière-sur-Beaulieu et Perrusson.

## Géographie
| Chanceaux-près-Loches | Chambourg-sur-Indre | Ferrière-sur-Beaulieu |
| Mouzay                | Loches              | Beaulieu-lès-Loches   |
| Varennes              | Saint-Senoch        | Perrusson             |

### Hydrographie

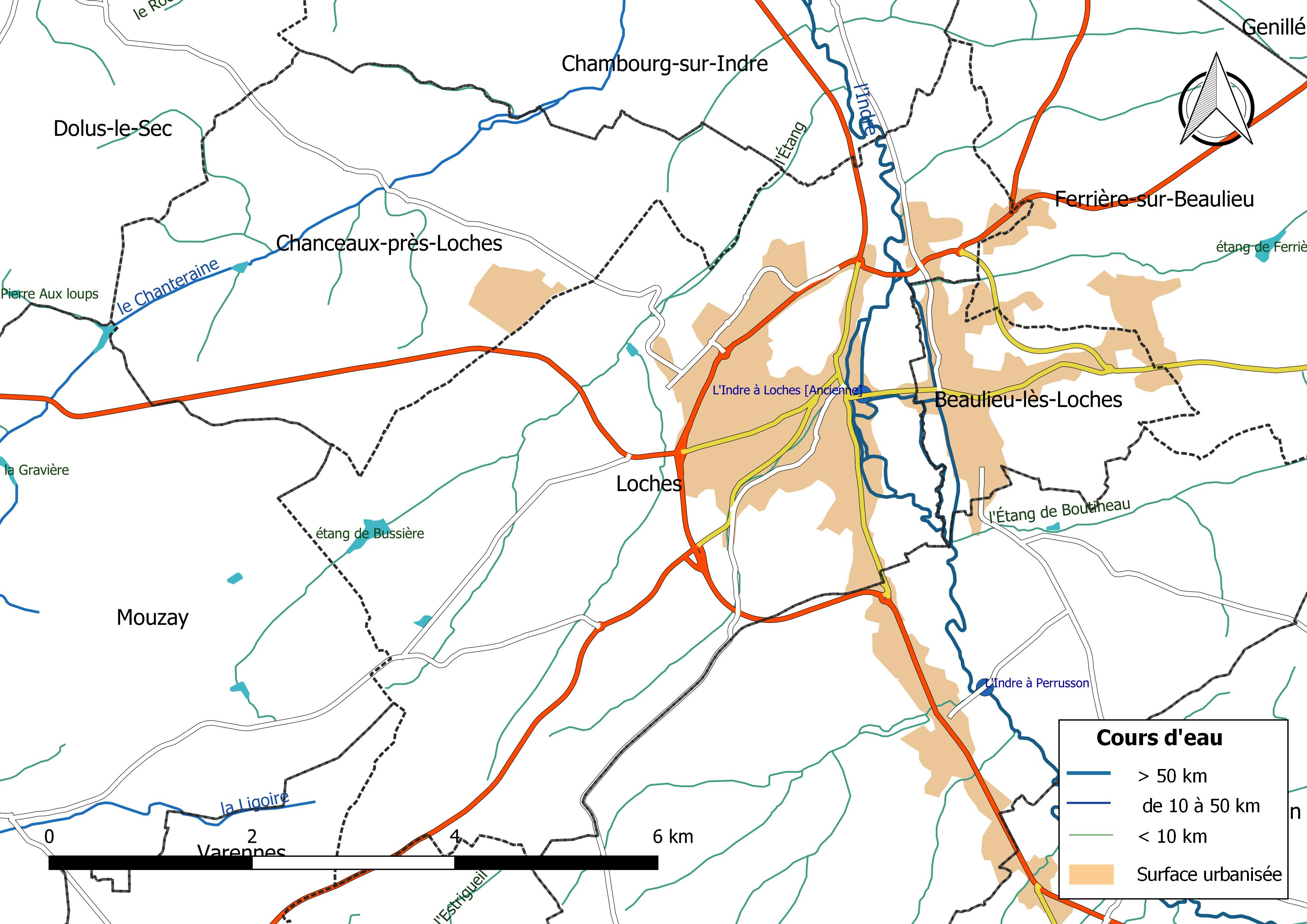
Réseau hydrographique de Loches.

La commune est traversée par l'Indre (5,616 km) qui coule du sud vers le nord à l'extrémité est de son territoire. Le réseau hydrographique communal, d'une longueur totale de 30,59 km, comprend également sept petits cours d'eau dont l'Etang (5,585 km),.
L'Indre, d'une longueur totale de 279,4 km, prend sa source à une altitude de 453 m sur le territoire de Saint-Priest-la-Marche dans le département du Cher et se jette dans la Loire à Avoine, après avoir traversé 58 communes. Les crues de l'Indre sont le plus souvent de type inondation de plaine. Sur le plan de la prévision des crues, la commune est située dans le tronçon de l'Indre tourangelle, dont la station hydrométrique de référence la plus proche est située à Perrusson. La hauteur maximale historique a été atteinte en novembre 1770. La hauteur maximale mesurée s'établit à 3,30 et a été observée le 21 décembre 1982.
Ce cours d'eau est classé dans les listes 1 et 2 au titre de l'article L. 214-17 du code de l'environnement sur le Bassin Loire-Bretagne. Au titre de la liste 1, aucune autorisation ou concession ne peut être accordée pour la construction de nouveaux ouvrages s'ils constituent un obstacle à la continuité écologique et le renouvellement de la concession ou de l'autorisation des ouvrages existants est subordonné à des prescriptions permettant de maintenir le très bon état écologique des eaux. Au titre de la liste 2, tout ouvrage doit être géré, entretenu et équipé selon des règles définies par l'autorité administrative, en concertation avec le propriétaire ou, à défaut, l'exploitant,.
Sur le plan piscicole, l'Indre est classée en deuxième catégorie piscicole. Le groupe biologique dominant est constitué essentiellement de poissons blancs (cyprinidés) et de carnassiers (brochet, sandre et perche).
Cinq zones humides ont été répertoriées sur la commune par la direction départementale des territoires (DDT) et le conseil départemental d'Indre-et-Loire : « la vallée de l'Indre : de la prairie d'Oizay aux Anglées », « la vallée de l'Indre : environs de Loches », « Perrusson à l'Ile Auger », « l'étang de Bussière » et « la vallée du Ruisseau de l'étang »,.

### Climat
Pour des articles plus généraux, voir Climat du Centre-Val de Loire et Climat d'Indre-et-Loire.
En 2010, le climat de la commune est de type climat océanique dégradé des plaines du Centre et du Nord, selon une étude du CNRS s'appuyant sur une série de données couvrant la période 1971-2000. En 2020, Météo-France publie une typologie des climats de la France métropolitaine dans laquelle la commune est exposée à un climat océanique altéré et est dans la région climatique Moyenne vallée de la Loire, caractérisée par une bonne insolation (1 850 h/an) et un été peu pluvieux.
Pour la période 1971-2000, la température annuelle moyenne est de 11,1 °C, avec une amplitude thermique annuelle de 14,9 °C. Le cumul annuel moyen de précipitations est de 687 mm, avec 10,5 jours de précipitations en janvier et 7 jours en juillet. Pour la période 1991-2020, la température moyenne annuelle observée sur la station météorologique de Météo-France la plus proche, sur la commune de Perrusson à 3 km à vol d'oiseau, est de 12,3 °C et le cumul annuel moyen de précipitations est de 730,3 mm,. Pour l'avenir, les paramètres climatiques de la commune estimés pour 2050 selon différents scénarios d'émission de gaz à effet de serre sont consultables sur un site dédié publié par Météo-France en novembre 2022.
| Mois                                  | jan.           | fév.           | mars           | avril         | mai           | juin          | jui.         | août        | sep.           | oct.          | nov.            | déc.           | année      |
| ------------------------------------- | -------------- | -------------- | -------------- | ------------- | ------------- | ------------- | ------------ | ----------- | -------------- | ------------- | --------------- | -------------- | ---------- |
| Température minimale moyenne (°C)     | 2,2            | 1,7            | 3,5            | 5,3           | 8,8           | 12,1          | 13,9         | 13,6        | 10,6           | 8,5           | 4,8             | 2,5            | 7,3        |
| Température moyenne (°C)              | 5,1            | 5,6            | 8,6            | 11,1          | 14,7          | 18,2          | 20,3         | 20,2        | 16,7           | 13            | 8,4             | 5,5            | 12,3       |
| Température maximale moyenne (°C)     | 8,1            | 9,5            | 13,6           | 16,9          | 20,6          | 24,3          | 26,8         | 26,8        | 22,7           | 17,6          | 11,9            | 8,5            | 17,3       |
| Record de froid (°C) date du record   | −13,7 07.01.09 | −14,7 09.02.12 | −11,4 01.03.05 | −4 11.04.03   | −1,6 06.05.19 | 2 05.06.1989  | 5 13.07.1993 | 5 26.08.18  | 0,5 14.09.1996 | −6 30.10.1997 | −9,5 24.11.1998 | −12 30.12.1996 | −14,7 2012 |
| Record de chaleur (°C) date du record | 17 05.01.1999  | 24,5 27.02.19  | 24,5 30.03.17  | 29,8 30.04.05 | 33 30.05.01   | 40,5 29.06.19 | 42 23.07.19  | 41 18.08.12 | 36,5 14.09.20  | 29,2 02.10.11 | 24 07.11.15     | 18,5 07.12.00  | 42 2019    |
| Précipitations (mm)                   | 67,2           | 56,1           | 51,6           | 56,6          | 65,7          | 51,5          | 50,5         | 50,8        | 54,9           | 74,1          | 72,4            | 78,9           | 730,3      |

## Urbanisme

### Typologie
Au 1er janvier 2024, Loches est catégorisée petite ville, selon la nouvelle grille communale de densité à sept niveaux définie par l'Insee en 2022.
Elle appartient à l'unité urbaine de Loches, une agglomération intra-départementale regroupant quatre  communes, dont elle est ville-centre,,. Par ailleurs la commune fait partie de l'aire d'attraction de Loches, dont elle est la commune-centre,. Cette aire, qui regroupe 23 communes, est catégorisée dans les aires de moins de 50 000 habitants,.

### Morphologie urbaine
L'urbanisation à Loches a commencé autour du château de Loches, ancienne place forte puis résidence royale sur un promontoire naturel en rive gauche de l'Indre. Les limites de la ville sont d'abord marquées par une enceinte fortifiée, la Cité royale, ses murs édifiés au Moyen Âge présentent une seule issue : la porte Royale. La première extension urbaine fut le bourg Saint-Ours, au nord-est de la cité médiévale (correspondant à l'actuelle rue Saint-Ours) ; c'est là que se situait l'église paroissiale de la ville avant la Révolution française (dédiée à Ursus de Cahors). Une enceinte extérieure, en partie démantelée, s'ajoute vers l'ouest à la Renaissance et forme le centre-ville contemporain ; elle comportait quatre portes, dont deux subsistent : la porte Picois (qui jouxte l'hôtel de ville) et la porte des Cordeliers ; il ne reste que des vestiges de la porte Poitevine, tandis que la porte Quintefol a disparu.
La ville s'est principalement étendue vers l'ouest au cours du XXe siècle. Le quartier populaire des Bas-Clos a été construit dans une vallée au cours des années 1960. Des zones pavillonnaires s'étendent sur les hauteurs des Bas-Clos (Coteau du Roi, Montains). La zone des Bournais concentre les principales activités industrielles, des commerces (supermarchés et distribution spécialisée) et les principaux établissements scolaires. Le centre-ville est dédié aux commerces et au tourisme ; depuis les années 1990, il fait l'objet de rénovations et d'aménagements pour augmenter l'attractivité de la ville.
Si Perrusson est au sud en amont de Loches, Beaulieu-lès-Loches et Ferrière-sur-Beaulieu sont sur l'autre rive de l'Indre. La forêt domaniale de Loches (3 622 ha) s'étend sur d'autres communes de la rive droite de l'Indre, en aval entre Indre et Indrois. Les futaies aménagées depuis moins de deux cents ans privilégient chênes, hêtres, charmes et pins sylvestres.

### Occupation des sols
L'occupation des sols de la commune, telle qu'elle ressort de la base de données européenne d’occupation biophysique des sols Corine Land Cover (CLC), est marquée par l'importance des territoires agricoles (68,9 % en 2018), en augmentation par rapport à 1990 (66,3 %). La répartition détaillée en 2018 est la suivante : 
terres arables (38,9 %), zones agricoles hétérogènes (22,4 %), forêts (14,7 %), zones urbanisées (14 %), prairies (7,6 %), zones industrielles ou commerciales et réseaux de communication (2,3 %). L'évolution de l’occupation des sols de la commune et de ses infrastructures peut être observée sur les différentes représentations cartographiques du territoire : la carte de Cassini (XVIIIe siècle), la carte d'état-major (1820-1866) et les cartes ou photos aériennes de l'IGN pour la période actuelle (1950 à aujourd'hui).

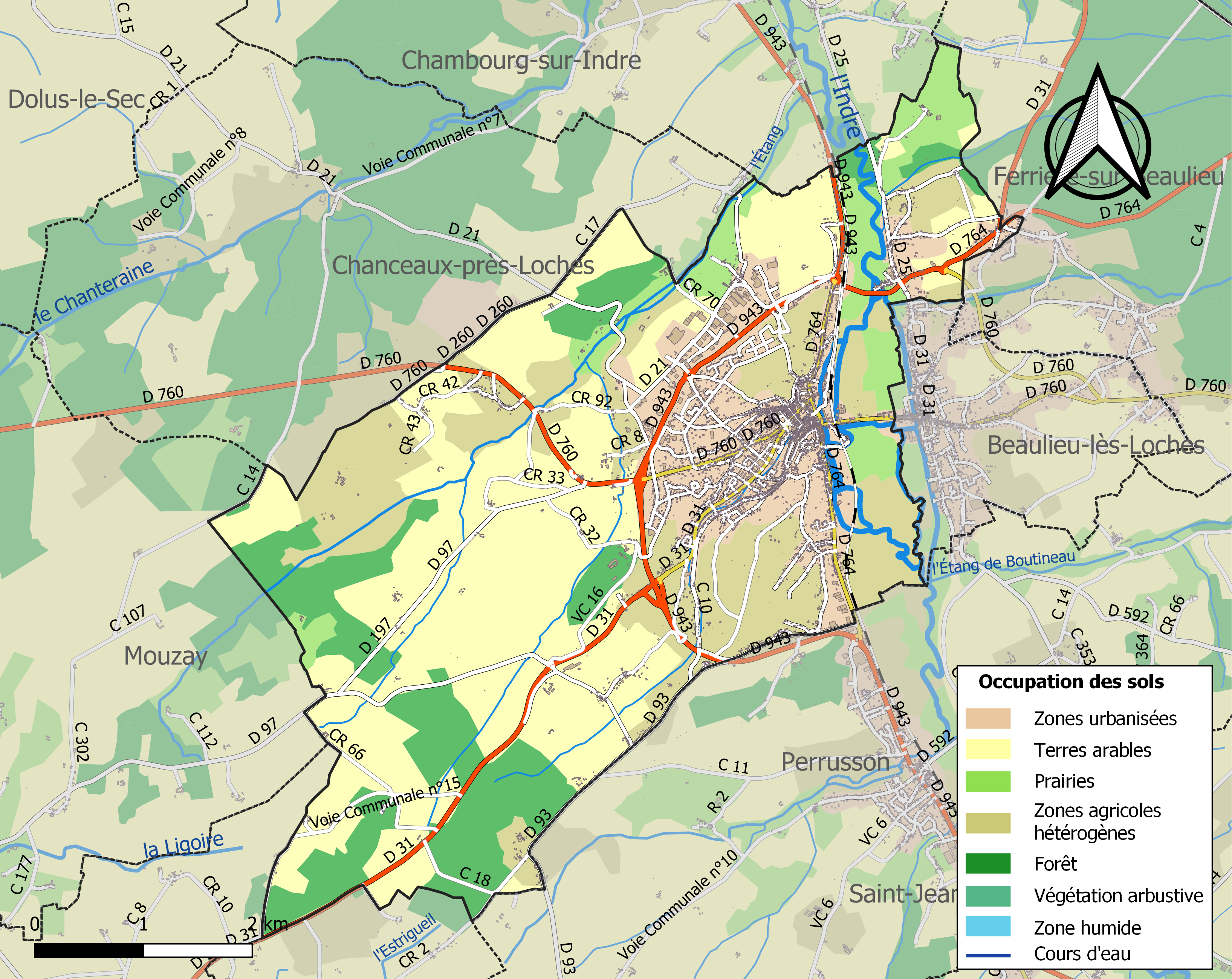
Carte des infrastructures et de l'occupation des sols de la commune en 2018 (CLC).

### Transports et voies de communications
- Réseau routier

Loches est desservie par la D 943 qui relie à Tours (42 km) à Châteauroux (60 km). La D 943 contourne la ville à l'ouest par une rocade, qui est reliée aux routes départementales D 31 (direction Descartes) et D 760 (direction Chinon). Paris se trouve à 270 km.
- Desserte ferroviaire - Réseau TER (Trains et Autocars)

La gare de Loches est le terminus d'une ligne TER Centre-Val de Loire non électrifiée la reliant à Tours. Une liaison routière SNCF entre cette dernière et Châteauroux dessert également Loches.
La commune est desservie par la ligne TER Centre-Val de Loire : Châteauroux ↔ Tours.
- Réseau régional Rémi (Autocars)

Géré par la région Centre-Val de Loire et exploité par Keolis Touraine, le réseau Rémi permet de relier Loches à de multiples communes avec les lignes TC et LMC.
2 services Rémi + à la demande sont également proposés sur la commune :
Une relation Montrésor - Loches et une seconde relation des communes de Abilly, la Celle-Guénand, Descartes, Saint-Flovier, Loches, Grand Pressigny, Preuilly-sur-Claise, vers Descartes et Loches.

### Risques majeurs
Le territoire de la commune de Loches est vulnérable à différents aléas naturels : météorologiques (tempête, orage, neige, grand froid, canicule ou sécheresse), inondations, feux de forêts, mouvements de terrains et séisme (sismicité faible). Un site publié par le BRGM permet d'évaluer simplement et rapidement les risques d'un bien localisé soit par son adresse soit par le numéro de sa parcelle.
Certaines parties du territoire communal sont susceptibles d’être affectées par le risque d’inondation par débordement de cours d'eau, notamment l'Indre. La commune a été reconnue en état de catastrophe naturelle au titre des dommages causés par les inondations et coulées de boue survenues en 1982, 1983, 1985, 1997, 1999 et 2016,.
Pour anticiper une remontée des risques de feux de forêt et de végétation vers le nord de la France en lien avec le dérèglement climatique, les services de l’État en région Centre-Val de Loire (DREAL, DRAAF, DDT) avec les SDIS ont réalisé en 2021 un atlas régional du risque de feux de forêt, permettant d’améliorer la connaissance sur les massifs les plus exposés. La commune, étant pour partie dans les massifs de Loches et de Manthelan- Chambourg, est classée au niveau de risque 1, sur une échelle qui en comporte quatre (1 étant le niveau maximal).

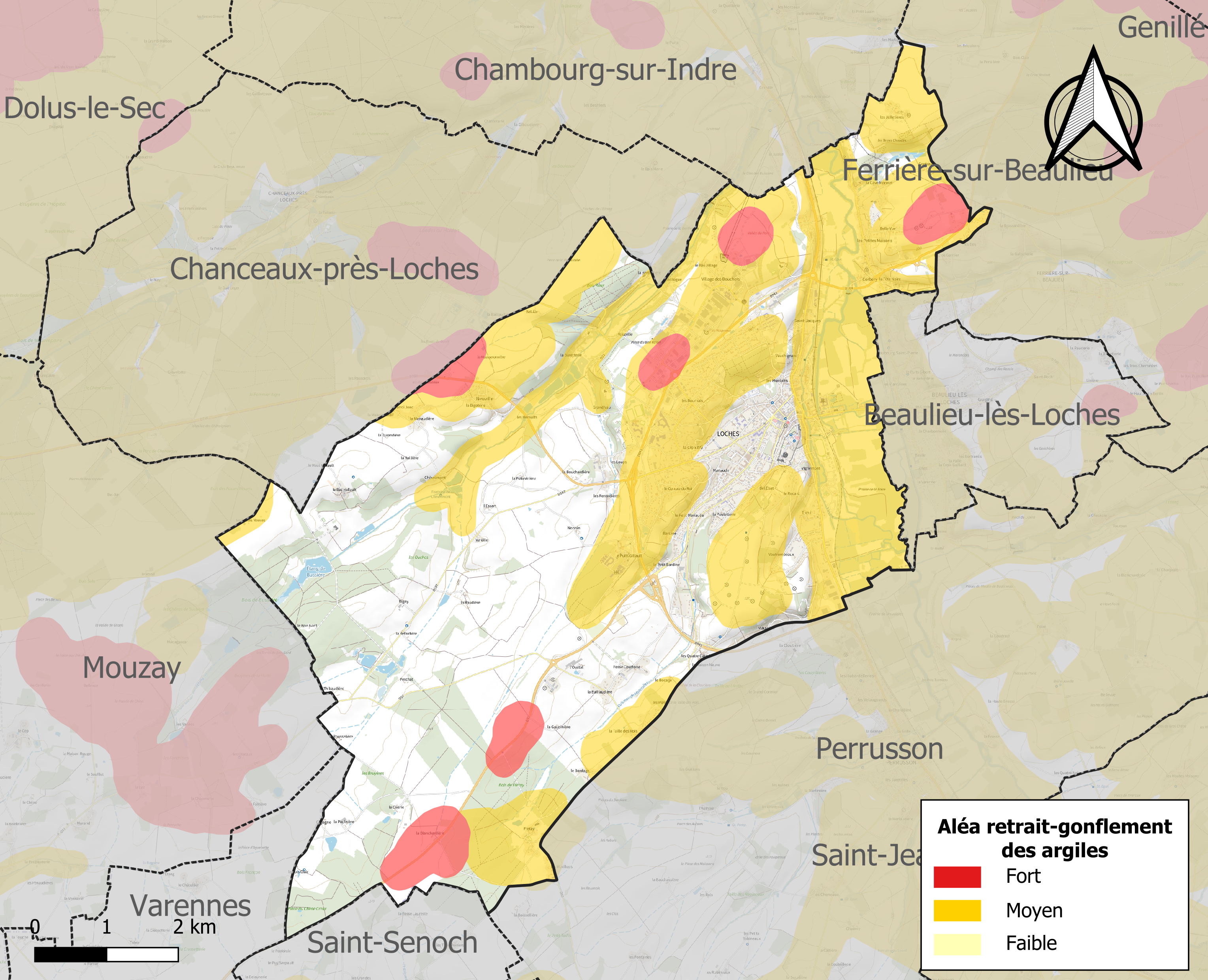
Carte des zones d'aléa retrait-gonflement des sols argileux de Loches.

La commune est vulnérable au risque de mouvements de terrains constitué principalement du retrait-gonflement des sols argileux. Cet aléa est susceptible d'engendrer des dommages importants aux bâtiments en cas d’alternance de périodes de sécheresse et de pluie. 49,1 % de la superficie communale est en aléa moyen ou fort (90,2 % au niveau départemental et 48,5 % au niveau national). Sur les 2 608 bâtiments dénombrés sur la commune en 2019, 1425 sont en aléa moyen ou fort, soit 55 %, à comparer aux 91 % au niveau départemental et 54 % au niveau national. Une cartographie de l'exposition du territoire national au retrait gonflement des sols argileux est disponible sur le site du BRGM,.
Concernant les mouvements de terrains, la commune a été reconnue en état de catastrophe naturelle au titre des dommages causés par la sécheresse en 1989, 1990, 2003, 2005, 2011 et 2018, par des mouvements de terrain en 1994, 1999 et 2012 et par des glissements et éboulements rocheux en 1996.

## Toponymie
Depuis le VIe siècle, plusieurs formes du nom de la ville se sont succédé :
- VIe : «Lucca», «vicus Loccae»; VIIe-VIIIe : «Lucas castrum» ; Xe : «ecclesia Leucharum» ;
- XIe :  «Locos, Leucas»; XIIe :  «castrum de Lochiis» ; XIIIe :  «Loiches»; et enfin «Loches» depuis le XVe,.
Cette suite est attestée et admise par les historiens. Mais il n’en va pas de même en ce qui concerne l’origine étymologique de l’actuel toponyme, Loches. En effet, des auteurs spécialisés dans différents domaines ont émis des hypothèses contradictoires, exprimant parfois leurs désaccords en termes parfois vifs.

 
Ainsi, quand le géographe poitevin M. Baratault fait remarquer dans un article publié en 1952 que :

« le nom de Loches ne se trouve étudié dans aucun des ouvrages modernes de toponymie, Dauzat, Vincent, etc. »

et émet l’hypothèse  d’un possible rattachement à la racine celtique Lug, au même titre que les noms Luc, Luçon Luçay, Lucenay ou encore la Lucanie italienne, un des deux auteurs mentionnés, le linguiste Albert Dauzat (lequel a publié en 1939, soit treize ans plus tôt, un ouvrage intitulé La Toponymie française) réplique, sans doute piqué au vif : 

« Les rapprochements incohérents faits par M.B montrent, une fois de plus, que les géographes feraient sagement de laisser la toponymie aux linguistes (ou de leur soumettre les parties toponymiques de leurs travaux avant de les publier), car ils prouvent l’absence de méthode et l’ignorance totale de la phonétique. Est-il besoin de rappeler que les Luc du Midi et du Poitou représentent le latin  lucus , que Luçon, Luçay, Lucenay sont des formations dérivées d’un nom d’homme gallo-romain et que la Lucanie n’a rien à voir ici.
 La forme la plus ancienne de Loches, vicus Loccae, ramène, comme l’a indiqué M. Gamillsched (Germanische Siedlung…, p. 131, n.2) à un gaulois Löcca, enregistré par Holder (II,  297) et dont le sens est obscur, de l’avis des toponymistes et des celtisants. »

 
Plus récemment, Stéphane Gendron, membre de la Société française d’onomastique, a publié L'Origine des noms de lieux de l'Indre-et-Loire, 2012. En ce qui concerne Loches, il écrit : 

« Nom obscur, aucune des hypothèses (celles mentionnées ci-dessus) n’a réussi à convaincre tout à fait,. »

Selon lui, les noms gaulois Löcca ou romain  Luccus , parmi d’autres hypothèses, ne sont pas à l’origine de l’appellation Loches attestée depuis le XVe siècle; il s'agirait en fait d'un « calembour héraldique ».

## Histoire
Loches est un petit bourg relais de la vallée de l'Indre sur le vieux chemin marchand d'Amboise à Poitiers qui a longtemps concurrencé la voie commerciale d'Aquitaine partant de Tours ou de Langeais. Très tôt, ce relais semble avoir été fortifié. Un important chemin Saint-Jacques emprunte cette voie commerciale au XIIe siècle. Loches devient une petite ville médiévale surmontée d'un des plus anciens donjons d'Europe, construit vers l'an mil par Foulques III Nerra à l'instar des donjons de Langeais et de Montbazon, autres villes de Touraine.
Le déclin de cette route du sud révèle la voie de passage la plus antique qui emprunte simplement, par l'eau et la terre, la vallée de l'Indre.

### Antiquité

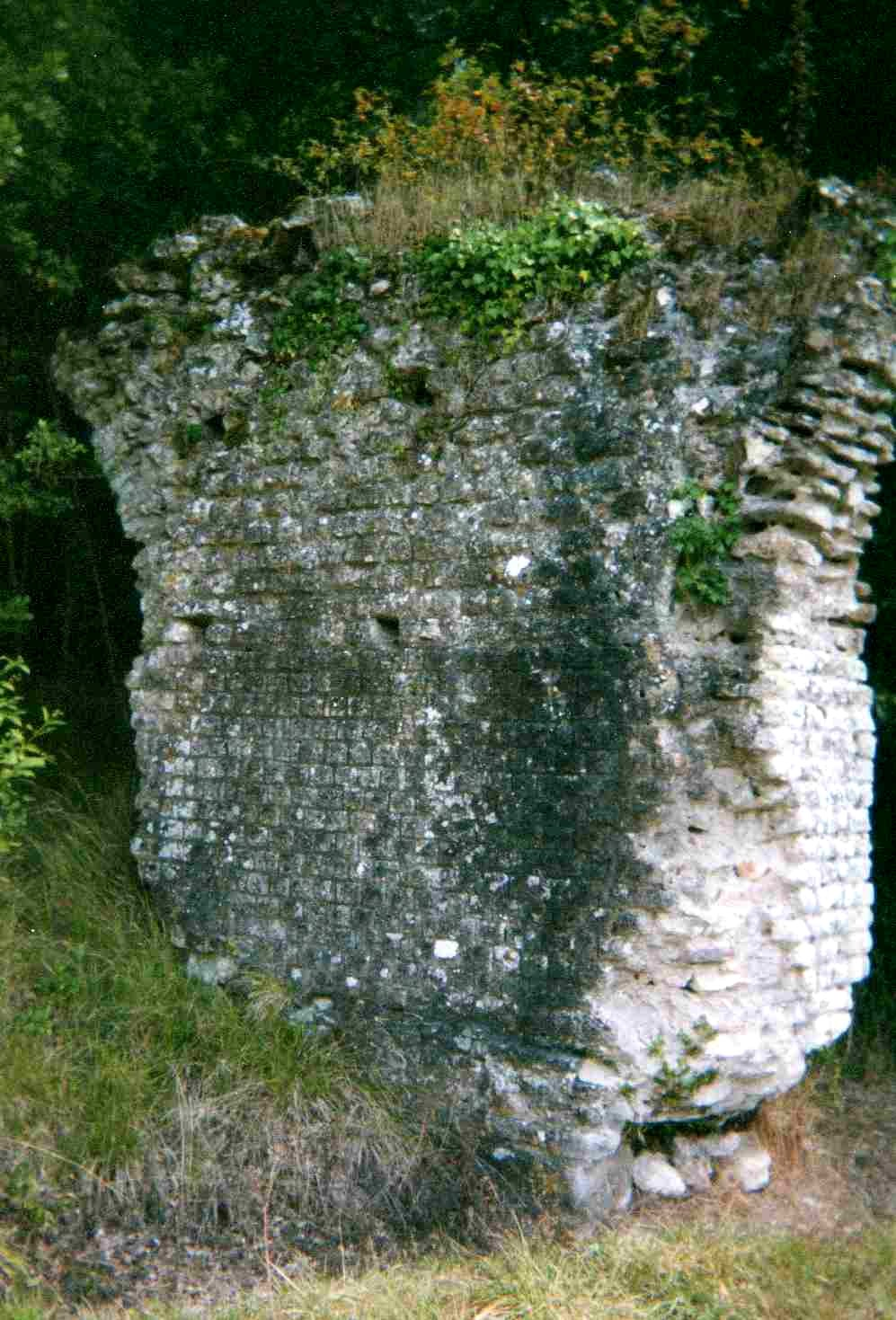
Vestige de l'aqueduc de Contray.

La bourgade primitive de Loches est citée par Grégoire de Tours sous le nom de Lucca ou vicus Loccae. Le site sous la dénomination érudite de castrum luceae est déjà occupé par les Romains qui ont placé la petite cité à la frontière de la province d'Aquitaine. Quelques traces de cette époque subsistent : on a retrouvé au lieu-dit Cornillé (Corniliacus ou villa de Cornelius) des pièces d'or de l'époque romaine ; l'aqueduc de Contray, dont des piliers sont encore debout, témoignent d'une exploitation agricole antique ; enfin le bénitier de l'église Saint-Ours provient d'une colonne gallo-romaine dédiée aux dieux de l'Olympe.
La christianisation est marquée par l'établissement au Ve siècle, d'une église dédiée à sainte Marie-Madeleine, par saint Eustache, évêque de Tours. En 491, Ursus de Cahors connu sous le nom de saint Ours, implante un monastère dans la partie nord de l'actuelle cité médiévale et construit un moulin sur l'Indre pour les moines. À sa mort en 508, Senoch lui succède à la tête du monastère, il a donné son nom à un village voisin : Saint-Senoch.

### Période médiévale
Dès l'époque mérovingienne, le toponyme se simplifie en Lochiae ou lociae, qui engendre la forme tardive Loches. La bourgade est un centre religieux qui bénéficie d'immunités régaliennes. Elle semble ainsi disposer très tôt d'un atelier monétaire.
En 742, les maires du palais, Carloman (fils de Charles Martel) et Pépin le Bref, qui devient roi des Francs de 751 à 768, livrent bataille contre Hunald, duc des Gascons et des Aquitains et s'emparent de Loches. En 840, Charles le Chauve nomme Alalande, un de ses lieutenants, gouverneur de Loches. Sa petite-fille Roscille se marie avec Foulque Ier d'Anjou, apportant notamment Loches en dot au comté d'Anjou (887).

#### Maison d'Anjou
Au Xe siècle, les querelles incessantes qui opposent les comtes de Blois aux comtes d'Anjou sont à l'origine de l'essor du château de Loches, qui joue désormais un rôle prépondérant dans cette lutte de pouvoir. Le comte angevin Geoffroi Grisegonelle s'établit à Loches et fait reconstruire l'église collégiale de Saint-Ours. D'abord conçue dans un plan romano-byzantin, elle adopte des caractères romans au fil des deux siècles de construction.
Son fils Foulques Nerra fait construire un énorme dominium attestant sa puissance sous la forme d'une grande tour carrée. Ce donjon quadrangulaire est toujours visible de nos jours. Loches faisait partie d'un dispositif militaire angevin de fortifications encerclant la ville de Tours, objet de ses convoitises. C'est son fils, Geoffroy II Martel, qui mène à terme la construction de cet imposant édifice.
Après la mort d'Henri II Plantagenêt (1133-1189), seigneur d'Anjou et roi d'Angleterre et profitant que Richard Cœur de Lion soit retenu prisonnier par l'empereur germanique Henri VI capturé lors de son retour de la troisième croisade, Philippe Auguste intrigue avec Jean sans Terre, le frère de Richard Cœur de Lion et se fait donner Loches. Dès qu'il est libéré, l'impétueux Cœur de Lion accourt et reprend le 13 juin 1194 le château de Loches. Dix ans après, en 1205, Philippe Auguste prend sa revanche. Le siège dure un an. Loches est désormais une place forte royale qui peut servir de prison et les rois capétiens qui la confient à son connétable Dreux IV de Mello, qui s'efforce de la rendre inexpugnable.

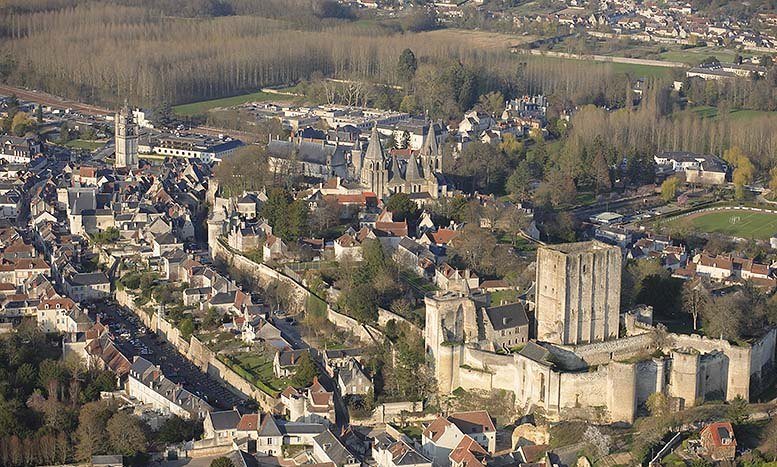
Vue aérienne sud-ouest.

#### Rattachement au domaine royal français
En 1249, la seigneurie de Loches passe définitivement au domaine royal français après que Saint Louis l'achète avec celle de Châtillon-sur-Indre pour 600 livres. Jusqu'à la fin de l'Ancien Régime, les rois de France ont donné le titre de lieutenants du roi aux gouverneurs de la place forte de Loches, et notamment la dynastie des Baraudin, qui se sont succédé tout au long du XVIIIe siècle.
Les villes de Loches et de Beaulieu, séparées sur leurs rives respectives gauche et droite, par de nombreux bras de l'Indre formant une vaste zone humide, cultivent une féroce rivalité économique.
Fin mai 1429, après sa victoire à Orléans, Jeanne d'Arc vient rencontrer Charles VII pour le convaincre de se faire couronner : « Noble Dauphin, ne tenez pas davantage tous ces conseils, si nombreux et si longs, venez donc au plus vite à Reims prendre la couronne à laquelle vous avez droit ».
Au XVe siècle, Agnès Sorel, favorite de Charles VII, habite souvent dans les châteaux aménagés de Loches et de Beaulieu de 1444 à 1449. Elle abandonne la cour de Chinon, où le Dauphin (futur Louis XI) lui a créé bien des difficultés. En effet, ce dernier ne supporte pas la relation d’Agnès avec son père le roi Charles VII. Il estime que sa mère est bafouée et a de plus en plus de mal à l'accepter. Un jour il laisse éclater sa rancœur et poursuit, l’épée à la main, l’infortunée Agnès dans les pièces de la maison royale. Agnès Sorel se réfugie à Loches et Charles VII, courroucé par tant d’impertinence, chasse son fils de la cour et l’envoie gouverner le Dauphiné.
Après avoir servi de résidence royale, le château de Loches devient une prison d'État sous Louis XI. Le clergé séculier, du diocèse de Tours, fonde à Loches, un collège en 1576. Vers 1640, ce collège est repris par les Barnabites.

### Période moderne
La ville de Loches connaît son âge d'or au XVIe siècle, la chancellerie finie en 1551 et l'hôtel de ville bâti par les bourgeois de la ville avec l'accord de François Ier en témoignent. À cette époque de la Renaissance, Loches est « égale en dignité à Tours et à Chinon ». Toutefois il faut attendre quelque temps avant la naissance d'une première vie communale. Charles IX émancipe les bourgeois et habitants de la tutelle directrice des chanoines de Loches et accorde à la ville un statut de municipalité désormais dirigée par un maire et trois échevins.
À la veille de la Révolution française, Loches est en déclin, en partie à cause du Pont royal de Tours qui a détourné le trafic vers Tours. La population chute en deçà de 4 000 habitants. En 1789, la prison royale de Loches ne compte plus que trois prisonniers. Le mouvement révolutionnaire est suivi par la bourgeoisie et le clergé local. En 1791, le chanoine Pothier fait brûler la sinistre cage de Jean de la Balue. L'année suivante, la commune élit son premier maire, le citoyen Picard-Ouvrard. Sous la Convention, la prison lochoise, considérée comme la plus sûre du département d'Indre-et-Loire, connaît un regain d'activité : on doit réquisitionner le Logis royal et les maisons des chanoines, en plus des cachots du donjon, pour loger tous les détenus.

### Période contemporaine

#### Révolution industrielle
Sous le Consulat, Chinon et Loches sont désignées sous-préfectures du département d'Indre-et-Loire, préservant ainsi une certaine autonomie administrative et culturelle face à la ville de Tours.
Sous la Restauration puis la monarchie de Juillet, les routes sont refaites et rectifiées. Loches ville bâtie en amphithéâtre sous les restes d'un ancien château n'est plus qu'à 41 km de Tours. Elle possède un tribunal de première instance et un collège. Papeteries et tanneries sont actives au milieu du siècle lorsque le chef-lieu d'arrondissement obtient une station de chemin de fer sur la ligne de Tours à Montluçon.
Le Lochois est un pays longtemps caractérisé par une forte paysannerie, fière de ses traditions de Touraine qui furent parmi les mieux et les plus longtemps préservées. Loches est d'abord une ville de marché, notamment chaque premier mercredi du mois quand affluent autour de la place du Marché au Blé les foules des contrées rurales environnantes. On y vend selon les saisons bétail et grains, vins et bois, laines, toiles et grosses draperies, légumes et fruits, mais aussi gibier, cèpes et giroles de la forêt.
Le textile, sous forme de filature de laine, linges et broderies de Touraine cède en chiffre d'affaires la place à des activités de constructions mécaniques et de services agricoles ou forestières, en particulier minoteries, scieries, commerce de grains, de bois et de vins, articles de chasse.

#### Le maire Daniel Wilson et le scandale des décorations
Daniel Wilson (1832-1919) fut maire de Loches pendant plus de trente ans, de 1874 à 1904 et député d’Indre-et- Loire. En 1887, il fut au centre du scandale des décorations, une affaire politico-financière retentissante qui provoqua la chute du président Jules Grévy, son beau-père. Condamné en première instance puis acquitté en appel, Wilson dut se retirer temporairement de la vie publique, avant d'être réélu maire de Loches,,.

#### Seconde Guerre mondiale

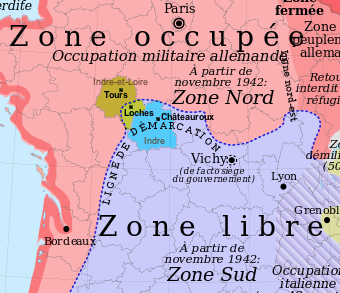
Le département d'Indre-et-Loire lors de l'occupation allemande pendant la Seconde Guerre mondiale.

De 1940 à 1942, le 32e régiment d’infanterie, régiment de Touraine, est cantonné à Loches.
Située à proximité de la ligne de démarcation instaurée par l'occupant allemand, entre juillet 1940 et novembre 1942, et devenue l'un des passages obligés entre la zone occupée et la zone libre, Loches au milieu d'une campagne nourricière voit le nombre de ses habitants dépasser les dix mille. La surveillance de cette portion de la ligne de démarcation est assurée par le 32e régiment d'infanterie qui, après la dissolution de l'armée d'Armistice, formera sur place le maquis Épernon. Avec d'autres maquis (Césario, Carol, Conty-Freslon, Deroche et celui de l'assassin, ancien agent double et ancien collaborateur Le Coz), ce réseau alimentera la résistance combattante lochoise, tout comme le maquis des FTP-F (Francs Tireurs et Partisans - Français) constitué avec retard,.
Le jeudi 27 juillet 1944 eut lieu la rafle de Loches. La Gestapo aidée par la milice de Tours boucle la ville, plus de deux cents personnes seront arrêtées et questionnées une partie de la journée dans les locaux de l'école des filles Alfred-de-Vigny. Cinquante-huit hommes et six femmes seront dirigés vers la prison de Tours, puis vers les camps de déportation. Quarante-huit personnes ne reviendront pas des camps. Outre les civils, gendarmes et policiers furent également arrêtés, ainsi que le sous-préfet. Raymond Mallet, membre des FFI, maire de Loches, parvint à s'enfuir. Non élu, il s'était installé de lui-même vers les mois de février 1944-mars 1944. Sa femme fut arrêtée. Elle mourut en déportation. En 1980 une des victimes revenue de déportation témoigne : « Je croyais que les gendarmes avaient été tués car ils étaient immobiles, allongés la face contre terre. Je suis séparée de mon mari et placée face au mur les bras en l'air en compagnie de cinq autres femmes. Déjà plusieurs de mes camarades étaient couvertes de sang pour avoir été battues par des miliciens. De 9 h à 15 h nous sommes obligées de garder les bras en l'air, sous le soleil ardent et sans manger ». Dans la cour de l'établissement scolaire une plaque rappelle les faits de cette triste journée, c'est un des lieux de mémoire et de recueillement lors de la Journée nationale de la déportation.
Le 20 août 1944 se déroula la bataille de Loches entre deux divisions de l'armée allemande (environ 20 000 hommes) et la résistance. Les Allemands l'emportèrent. Le soir, pourparlers entre l'état-major et les notables de la ville de Loches. Aucunes représailles grâce au docteur Martinet, chirurgien, qui accepta de soigner aussi bien les blessés allemands que les blessés français. Le lundi 21, quatre résistants furent repérés, dans la Prairie du roi, du côté de Corbery. Les Allemands les visèrent, à distance (700 m environ). On ne retrouva que trois corps (dont celui d'Yves Lablancherie). Des convois allemands continuèrent de passer jusqu'au 1er septembre inclus.
La ville a été libérée le 2 septembre 1944.
Un chef de maquis, le pseudo « capitaine » Le Coz (Georges Dubosq, faux capitaine mais véritable bandit assassin), est arrêté après la Libération, le 23 octobre 1944 par le commissaire de police de l'époque, Langouët. Transporté à Tours en voiture cellulaire, il est traduit devant la cour d'assises d'Angers et dirigé vers la prison de cette ville. Jugé en octobre 1945, à 42 ans, dans la position allongée (il était semble-t-il atteint de tuberculose osseuse), il fut condamné à mort, puis exécuté le 16 mai 1946, debout, attaché à sa civière.

#### De nos jours
Recensée comme Ville d'Art et d'Histoire, Ville fleurie et parmi les Plus beaux détours de France (label créé à l’initiative de Jean-Jacques Descamps, ancien secrétaire d’État chargé au Tourisme et ancien maire de la ville), elle est aujourd'hui très populaire chez les Britanniques qui s'installent nombreux dans cette partie de la Touraine, renouant par là avec leurs ancêtres Plantagenêt.

## Politique et administration

### Tendances politiques et résultats
| Scrutin             | Scrutin             | 1er tour | 1er tour | 1er tour | 1er tour | 1er tour | 1er tour | 1er tour | 1er tour | 1er tour | 1er tour | 1er tour | 1er tour | 2d tour | 2d tour | 2d tour | 2d tour | 2d tour | 2d tour |
| Scrutin             | Scrutin             | 1er      | 1er      | %        | 2e       | 2e       | %        | 3e       | 3e       | %        | 4e       | 4e       | %        | 1er     | 1er     | %       | 2e      | 2e      | %       |
| ------------------- | ------------------- | -------- | -------- | -------- | -------- | -------- | -------- | -------- | -------- | -------- | -------- | -------- | -------- | ------- | ------- | ------- | ------- | ------- | ------- |
| Présidentielle 2017 | Présidentielle 2017 |          | LR       | 25,90    |          | EM       | 23,99    |          | RN       | 18,16    |          | LFI      | 16,52    |         | EM      | 70,92   |         | RN      | 29,08   |
| Présidentielle 2022 | Présidentielle 2022 |          | EM       | 31,87    |          | RN       | 20,79    |          | LFI      | 19,01    |          | LR       | 7,09     |         | EM      | 63,10   |         | RN      | 36,90   |
| Législatives 2022   | 3e                  |          | UDI      | 34,63    |          | LFI      | 20,18    |          | ENS      | 20,14    |          | RN       | 16,12    |         | ENS     | 60,69   |         | LFI     | 39,31   |
| Législatives 2024   | 3e                  |          | ENS      | 38,72    |          | LR-RN    | 30,16    |          | LFI      | 22,90    |          | DVD      | 3,66     |         | ENS     | 64,45   |         | LR-RN   | 35,55   |

### Liste des maires
| Période                                  | Période   | Identité                                | Étiquette       | Qualité                                                                         |
| ---------------------------------------- | --------- | --------------------------------------- | --------------- | ------------------------------------------------------------------------------- |
| 1774                                     | 1780      | Pierre Haincque                         |                 | Procureur du roi                                                                |
| 1780                                     | 1790      | Adrien Pierre Marie Haincque            |                 |                                                                                 |
| 1790                                     | 1782      | Pierre Genesve                          |                 |                                                                                 |
| 1792                                     | 1800      | Jean Picard Ouvrard                     |                 |                                                                                 |
| 1800                                     | 1808      | Pierre Jérôme Patois                    |                 | médecin                                                                         |
| 1808                                     | 1820      | Louis Balthazar Noël Gautier Boistard   |                 |                                                                                 |
| 1820                                     | 1825      | Gauthier Hecquet                        |                 |                                                                                 |
| 1825                                     | 1830      | Côme Pierre de Marsay                   |                 |                                                                                 |
| 1830                                     | 1835      | Louis Balthazar Gaultier de la Ferrière |                 |                                                                                 |
| 1835                                     | 1840      | Jean Sincère Voyer                      |                 |                                                                                 |
| 1840                                     | 1848      | Georges Archambault                     |                 | médecin à Tours                                                                 |
| 1848                                     | 1848      | Aquilas Viau                            |                 |                                                                                 |
| 1848                                     | 1853      | Jean Armand Delaporte                   |                 | avocat                                                                          |
| 1853                                     | 1870      | Briffault                               |                 |                                                                                 |
| 1870                                     | 1871      | Auguste Grenouilleau                    |                 | avoué                                                                           |
| 1871                                     | 1877      | Emile Jacques Hippolyte Prudent Migné   |                 | avoué                                                                           |
| 1878                                     | 1885      | Auguste Grenouilleau                    | républicain     | avoué                                                                           |
| 1885                                     | 1890      | Jean Armand Delaporte                   | républicain     | avocat                                                                          |
| 1892                                     | 1898      | Daniel Wilson                           | républicain     | député                                                                          |
| 1898                                     | 1909      | Henri Pousset                           |                 |                                                                                 |
| 1909                                     | 1913      | Alexandre Leroux                        |                 |                                                                                 |
| 1913                                     | 1919      | Albéric Rousseaud                       |                 |                                                                                 |
| 1919                                     | 1929      | André Beigneux                          |                 |                                                                                 |
| 1929                                     | 1944      | Jules Réthoret                          |                 | directeur d'école                                                               |
| 1944                                     | 1944      | Georges Fily                            |                 |                                                                                 |
| août 1944                                | mai 1945  | Raymond Mallet                          |                 | Avocat                                                                          |
| mai 1945                                 | 1965      | Élie Rossignol                          | RI              | Conseiller général (1951-1964)                                                  |
| Les données manquantes sont à compléter. |           |                                         |                 |                                                                                 |
| mars 1977                                | mars 1983 | Yves Le Garrec                          | PS              | Médecin Conseiller général (1976-1982)                                          |
| mars 1983                                | mars 1989 | Jean-Paul Diacre                        | RPR             | Conseiller général (1982-2001)                                                  |
| mars 1989                                | juin 1995 | Christiane Mora                         | PS              | Maître de conférences Députée (1981-1993)                                       |
| juin 1995                                | mars 2014 | Jean-Jacques Descamps                   | UDF puis UMP    | Ingénieur civil des Ponts et Chaussées Député (1986-1988, 1993-1997, 2002-2007) |
| mars 2014                                | En cours  | Marc Angenault                          | UMP-LR puis DVD | Formateur                                                                       |
| Les données manquantes sont à compléter. |           |                                         |                 |                                                                                 |

### Politique environnementale
Dans son palmarès 2016, le Conseil National des Villes et Villages Fleuris de France a attribué trois fleurs à la commune au Concours des villes et villages fleuris.

### Jumelages
- Wermelskirchen (Allemagne) depuis 1974.
- Saint Andrews (Écosse). La capitale historique du golf n'est jumelée avec aucune autre ville au monde. Il se traduit par des échanges culturels, sportifs et touristiques[68].
- En décembre 2011, un accord a été signé avec la ville de Souzdal (Russie) prévoyant des échanges avec cette ville touristique de l'Anneau d'or russe[69].

## Population et société

### Démographie
L'évolution du nombre d'habitants est connue à travers les recensements de la population effectués dans la commune depuis 1793. Pour les communes de moins de 10 000 habitants, une enquête de recensement portant sur toute la population est réalisée tous les cinq ans, les populations de référence des années intermédiaires étant quant à elles estimées par interpolation ou extrapolation. Pour la commune, le premier recensement exhaustif entrant dans le cadre du nouveau dispositif a été réalisé en 2005.

En 2022, la commune comptait 6 233 habitants, en évolution de −0,8 % par rapport à 2016 (Indre-et-Loire : +1,67 %, France hors Mayotte : +2,11 %).
| 1793  | 1800  | 1806  | 1821  | 1831  | 1836  | 1841  | 1846  | 1851  |
| ----- | ----- | ----- | ----- | ----- | ----- | ----- | ----- | ----- |
| 4 800 | 4 342 | 4 304 | 4 558 | 4 774 | 4 753 | 4 581 | 5 058 | 5 191 |

| 1856  | 1861  | 1866  | 1872  | 1876  | 1881  | 1886  | 1891  | 1896  |
| ----- | ----- | ----- | ----- | ----- | ----- | ----- | ----- | ----- |
| 5 156 | 5 267 | 5 154 | 4 964 | 5 085 | 5 096 | 5 141 | 5 132 | 5 182 |

| 1901  | 1906  | 1911  | 1921  | 1926  | 1931  | 1936  | 1946  | 1954  |
| ----- | ----- | ----- | ----- | ----- | ----- | ----- | ----- | ----- |
| 5 161 | 5 115 | 5 346 | 4 652 | 4 754 | 4 761 | 4 944 | 5 515 | 5 525 |

| 1962  | 1968  | 1975  | 1982  | 1990  | 1999  | 2005  | 2006  | 2010  |
| ----- | ----- | ----- | ----- | ----- | ----- | ----- | ----- | ----- |
| 5 902 | 6 359 | 6 738 | 6 772 | 6 544 | 6 328 | 6 370 | 6 375 | 6 507 |

| 2015  | 2020  | 2022  | - | - | - | - | - | - |
| ----- | ----- | ----- | - | - | - | - | - | - |
| 6 299 | 6 165 | 6 233 | - | - | - | - | - | - |

### Enseignement
Loches se situe dans l'Académie d'Orléans-Tours (Zone B) et dans la circonscription de Loches.
La commune compte cinq établissements scolaires :
- L'école maternelle Alban-Sarraute ;
- L'école maternelle Mariaude ;
- L'école élémentaire Alfred-de-Vigny ;
- L'école élémentaire Lamblardie ;
- L'école primaire privée Saint-Martin.

### Culture populaire
Dans l'émission radiophonique Les Grosses Têtes, animée par Philippe Bouvard puis par Laurent Ruquier sur RTL, un running gag voit le jour lors des traditionnelles questions des auditeurs avec une habitante fictive dans la ville, appelée « madame Bellepaire de Loches »,. Il s'agissait en réalité d'un des pseudonymes de Willy Latré, un fidèle auditeur belge de l'émission qui envoyait énormément de questions aux sociétaires chaque semaine. Un artiste graffeur nommé Botero Pop, rend hommage à cette fameuse blague en 2022 lors d'une exposition dans la ville.

## Économie
L'économie de la ville est en partie orientée vers le tourisme, cela se voit notamment par la construction de la résidence Pierre & Vacances des Cordeliers (sur le site de l'ancienne minoterie), et de grands travaux dans le centre-ville menés par la municipalité. La zone industrielle de Vauzelles concentre quelques industries, travaillant pour la plupart dans l'électronique de puissance et la mécanique de précision. Dans le passé, la principale industrie était la culture en cave des champignons de Paris, qui employait 600 personnes à son apogée. Ces différentes entreprises se sont délocalisées en 1994. La communauté de communes s'efforce d'attirer des entreprises à Loches, quelques-unes sont venues s'installer au lieu-dit Corbery dans l'ancienne conserverie à champignons.
Loches, la plus grande ville du sud-est du département d'Indre-et-Loire, est un pôle attracteur qui possède le seul lycée du sud Touraine.
La commune se trouve dans l'aire géographique et dans la zone de production du lait, de fabrication et d'affinage du fromage Valençay.

## Lieux et monuments

### Château de Loches

#### Donjon

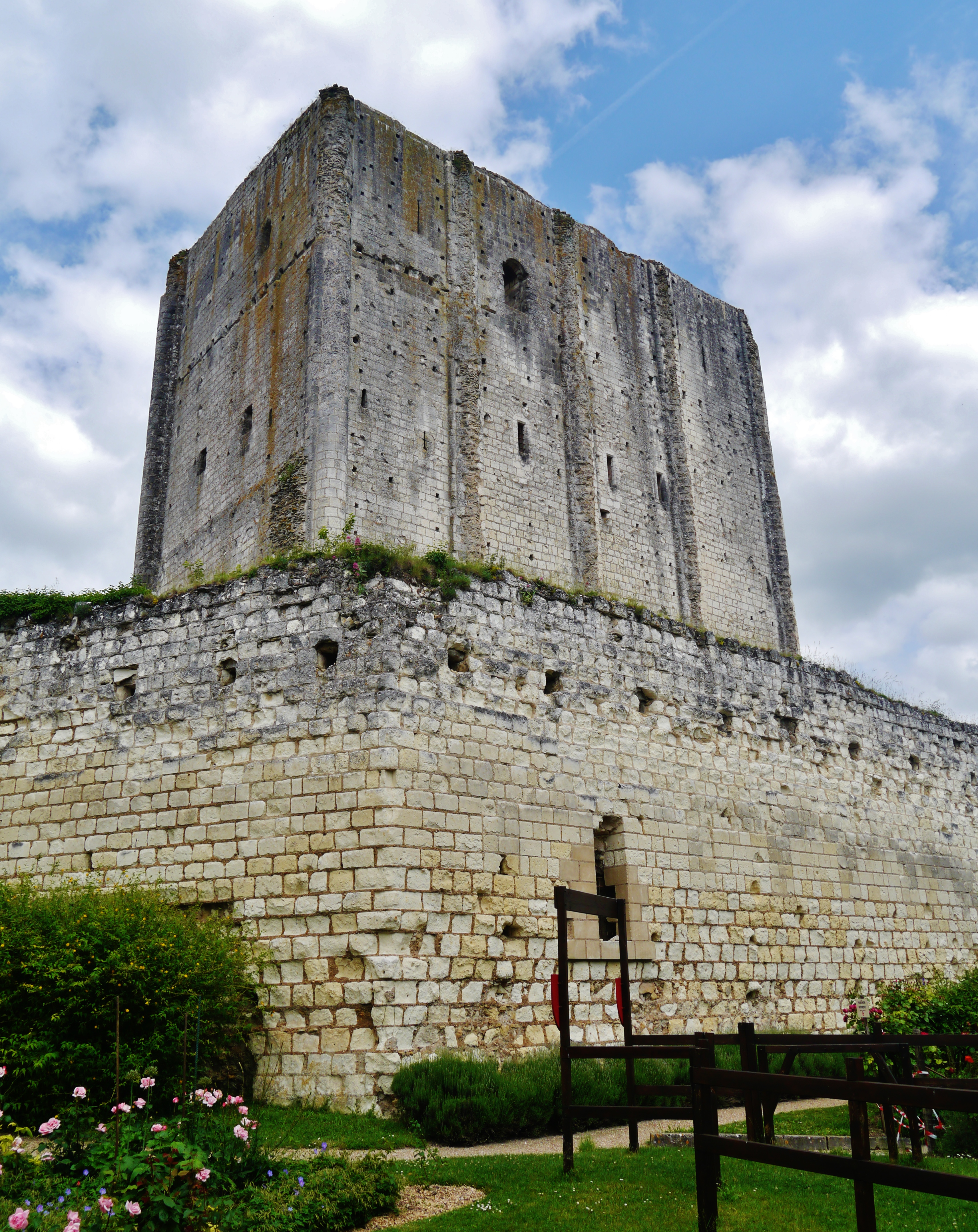
Donjon roman, XIe s.

Le donjon roman, remarquable par ses dimensions (36 mètres de hauteur) et son excellent état de conservation, est le dernier des donjons érigés par Foulques Nerra, comte d’Anjou, autour de l’an mil (1013-1035). Parfait exemple de l’architecture militaire réalisée en Occident, la forteresse, du XIe siècle, est transformée en prison royale au XVe siècle par Louis XI qui y avait résidé entre sa 3e et sa 10e année. Elle abrite les cachots de Philippe de Commynes (reconstitution de la cage de bois bardée de fer), du cardinal de la Balue et du duc de Milan Ludovic Sforza, qui exécuta des peintures murales pendant sa détention. En 1801, Bonaparte transforme la prison royale en prison départementale. En 1926, le donjon a enfin cessé d'être une prison. Le donjon est flanqué d'une autre tour nommée tour Louis-XI, édifiée pendant la Renaissance. De vocation purement militaire, elle était conçue pour permettre le tir au canon du haut de sa terrasse.

#### Logis royal

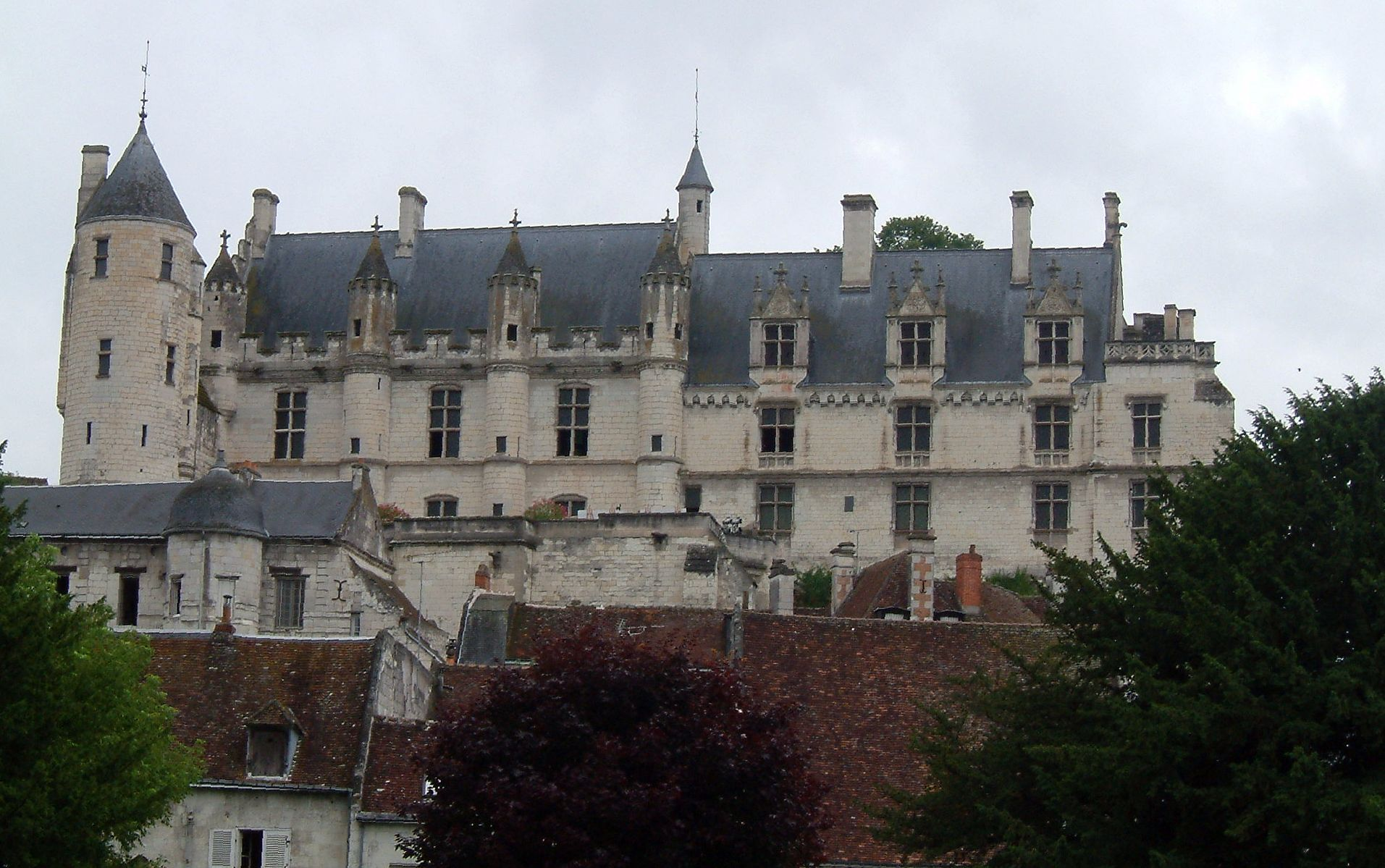
Logis royal.

Le Logis Royal, bâti sur la pointe de l’éperon rocheux dominant la vallée de l’Indre, est l’une des résidences favorites des Valois pendant la guerre de Cent Ans. Charles VII érige un premier corps de logis inspiré de l’architecture militaire, à la fin du XIVe siècle. Ses successeurs le prolongent d’un deuxième bâtiment dont la façade reçoit un décor de style gothique flamboyant. Trois femmes illustres ont marqué l’histoire du Logis royal : Jeanne d’Arc, Agnès Sorel, favorite de Charles VII et Anne de Bretagne.

#### Porte royale

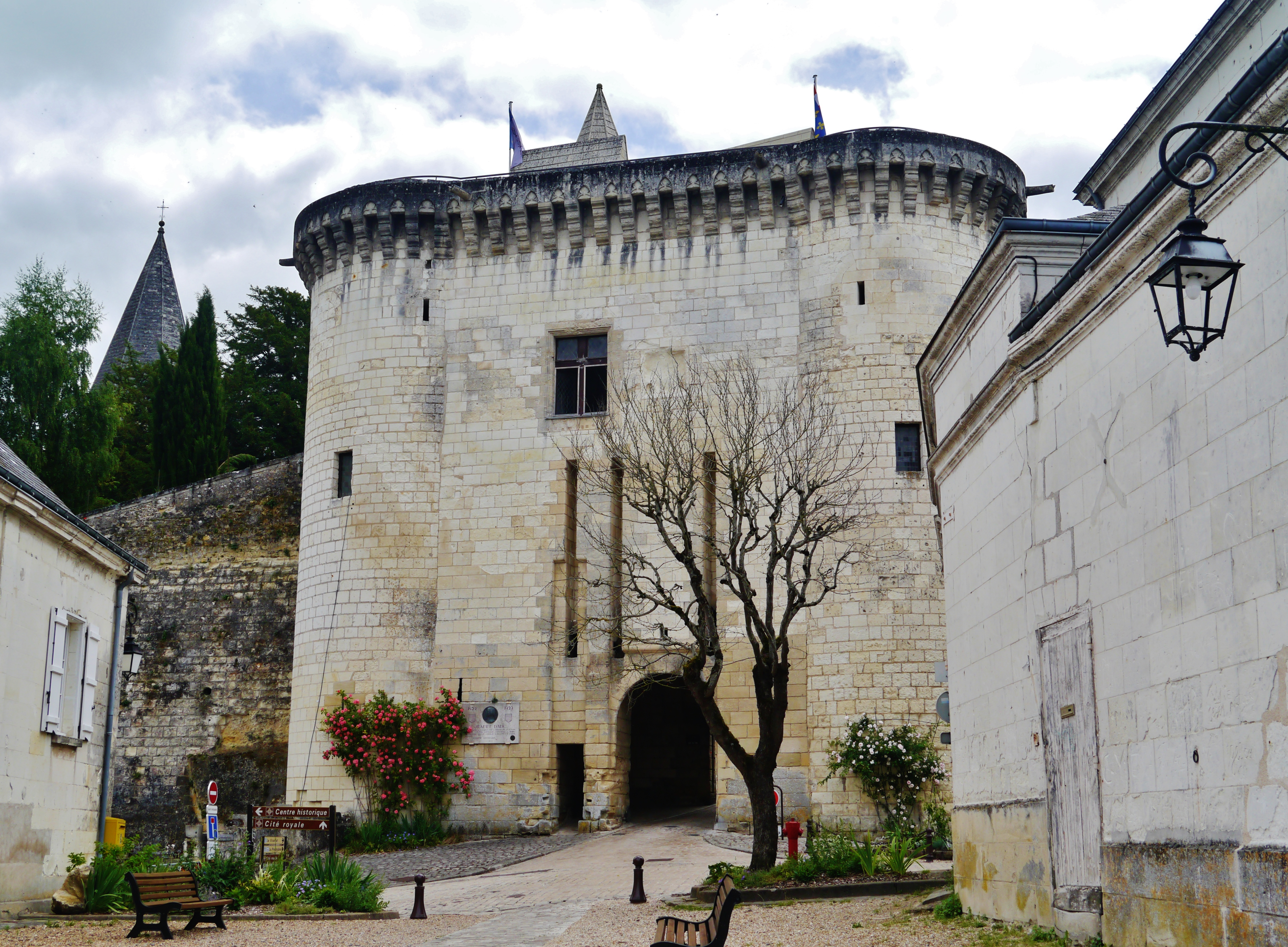
Porte royale.

Seul accès à la citadelle, la Porte royale, élevée aux XIIe et XIIIe siècles, a été complétée au XVe siècle par un corps de bâtiment central et une plate-forme d'artillerie. La Porte royale mène à la cité Royale pour la visite du donjon, du Logis royal, de la collégiale Saint-Ours et de la Maison Lansyer. On peut faire le tour des remparts par le boulevard Philippe-Auguste ou accéder au sommet de la Porte royale par le jardin de la Maison Lansyer, d’où la vue sur la ville est imprenable.

### Église Saint-Ours

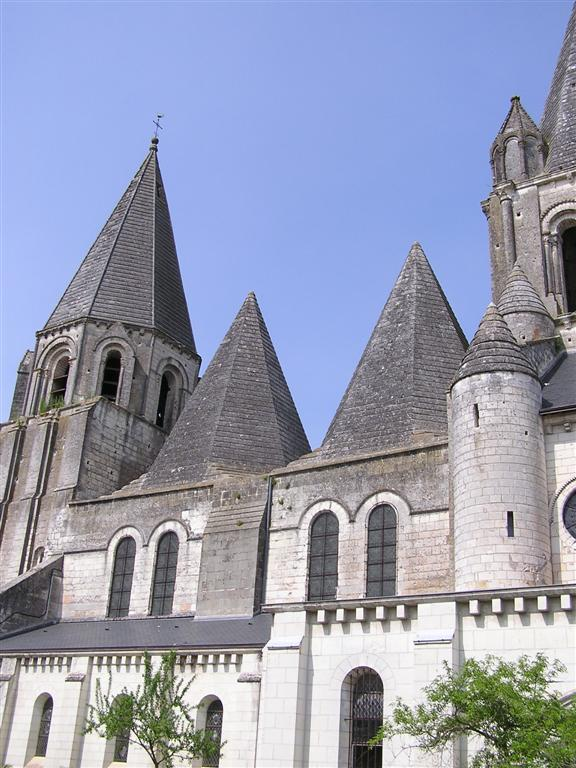
Collégiale Saint-Ours.

L'église Saint-Ours est un édifice roman et gothique construit aux XIe et XIIe siècles, dont le style mixte est dû à une longue construction sur deux périodes différentes. Elle présente aussi deux étranges pyramides creuses à huit faces, les « dubes », élevées vers 1165. elle abrite aussi le tombeau de marbre d'Agnès Sorel.

### Tour Saint-Antoine

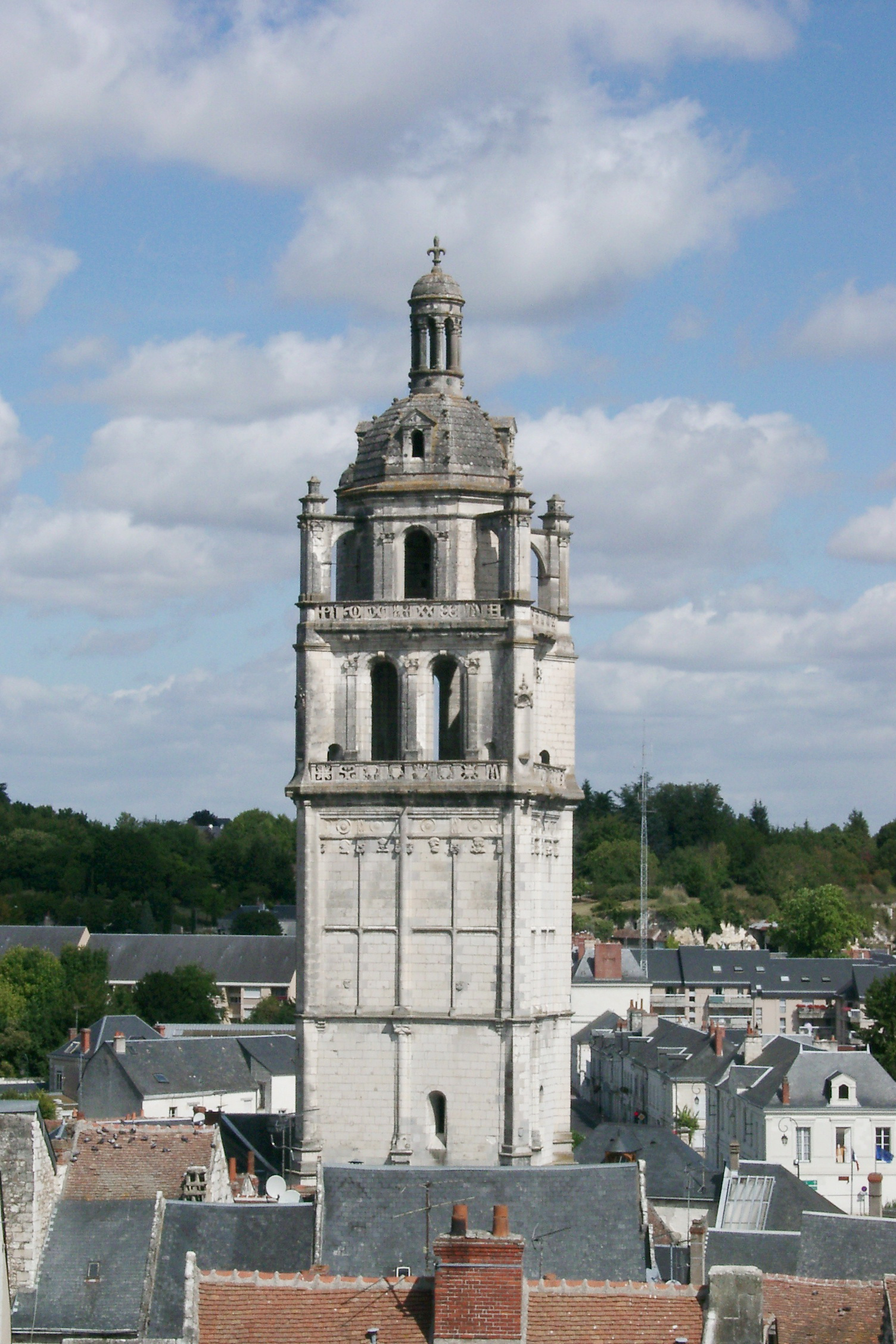
Tour Saint-Antoine.

La tour Saint-Antoine est l'ancien clocher de la chapelle Saint-Antoine, maintenant disparue (bien que classée monument historique en 1846), elle fait aussi office de beffroi de la ville. Elle culmine à 52 mètres et offre une bonne vue des environs de Loches. Construite entre 1529 et 1575, elle est le seul beffroi Renaissance de Touraine. Elle n'est ouverte au public qu'à l'occasion des Journées du Patrimoine.

### Autres monuments
- Un jardin médiéval, de forme rectangulaire et centré par un bassin, est planté dans des carrés bordés de claies de châtaigniers, de plantes médicinales, aromatiques et potagères. Les murs accueillent des arbres fruitiers palissés et des bordures fleuries[82] ;
- Le musée Lansyer : ancien domicile du peintre Emmanuel Lansyer , où sont exposées certaines de ses œuvres, des objets de collection lui ayant appartenu ainsi que d'autres relatifs à l'histoire de Loches ;
- La Chancellerie (bâtiment Renaissance ouvert au public qui abrite une exposition sur l'histoire de la ville de Loches, Ville d'Art et d'Histoire et des expositions temporaires) et la Maison du Centaure (habitation voisine dont la façade est ornée d'un relief représentant Hercule et un Centaure) ;
- La Porte des Cordeliers : ouverte au XVe siècle dans la troisième ceinture de remparts de la ville, la Porte des Cordeliers était munie de deux ponts-levis franchissant le bief de l'Indre. Elle laissait entrer les voyageurs venus par la route d’Espagne. Son nom lui vient de la proximité du couvent des Cordeliers (Franciscains) ;
- Château de Sansac : petit château Renaissance construit par Louis Prévost de Sansac dont la particularité est une façade asymétrique. C'est ici que François Ier rencontra pour la première fois Charles Quint. Le château est privé ;
- Statue de bronze d'Alfred de Vigny, réalisée en 1909 par François Sicard, se trouve sur la place de la Marne, elle était auparavant située place de Verdun[83] ;
- L'église paroissiale Saint-Antoine, construite en 1812, a été rénovée en 2011. Sur le flanc, un espace d'exposition a été aménagé pour les deux Caravage de Philippe de Béthune. Un calvaire est exposé devant l'église, cette croix se trouvait dans le cimetière du couvent des Ursulines, qui occupait autrefois la Place de Verdun ;
- Le Palais de Justice a été édifié en 1866. Il abritait un tribunal d'instance, jusqu'à sa fusion avec le tribunal d'instance de Tours en 2010[84] ;
- La chapelle de Vignemont, du XIIe siècle, est la chapelle de l'ancien cimetière de Vignemont, au sud de la cité médiévale. Elle est inscrite comme monument historique depuis 1989 ;
- Le prieuré Saint-Ours inscrit aux Monuments historiques en 1939[85].

## Personnalités liées à la commune

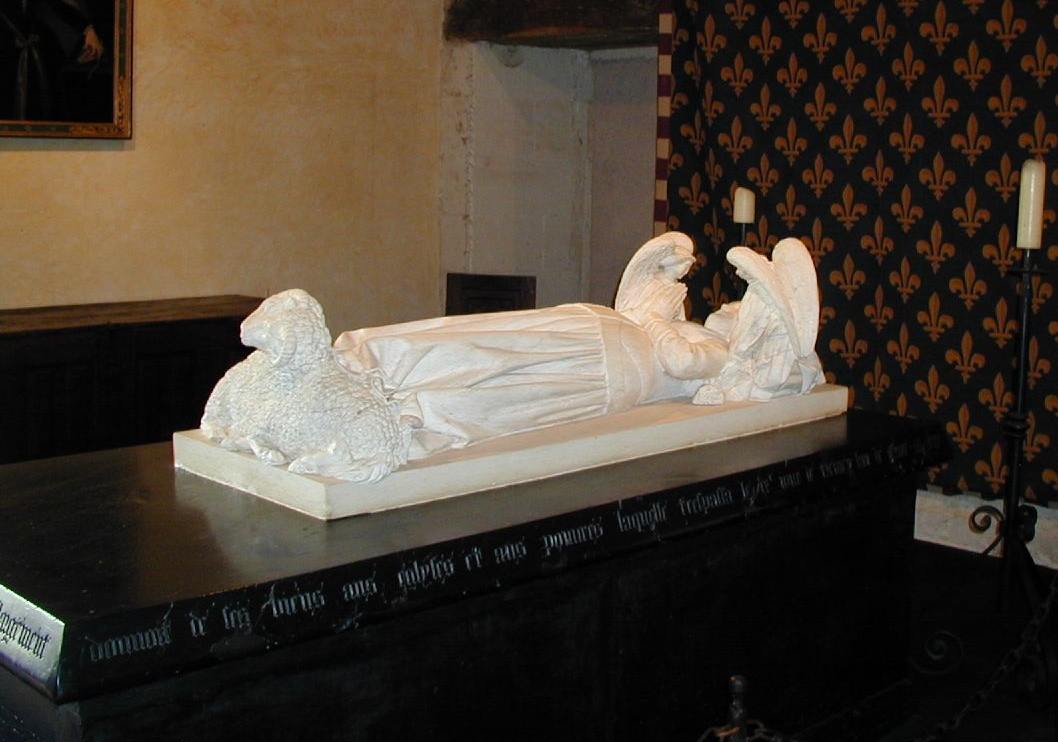
Tombeau d'Agnès Sorel à Loches.

### Moyen Âge
- Foulques Nerra (vers 965/970-1040), dont le tombeau se trouve à Beaulieu-lès-Loches.
- Geoffrey II Martel (1006-1060), comte de Vendôme, comte de Tours et comte d'Anjou.
- Enguerrand d'Eudin (mort en 1391), capitaine de Loches de 1358 à 1364.
- Agnès Sorel (vers 1420-1450), maitresse de Charles VII, repose désormais à la collégiale Saint-Ours depuis son transfert du Logis royal en 2005.
- Ludovic Sforza (1452-1508), duc de Milan, prisonnier de guerre, mort en « captivité » à Loches en 1508.
- Jean de la Balue (1421-1491), cardinal, qui selon la tradition, a été emprisonné à Loches de 1469 à 1480.
- Philippe de Commynes (1445 ou 1447-1511), chroniqueur sous Louis XI, emprisonné à Loches entre 1487 et 1489.
- Jean de Poitiers ( ?-1539), père de Diane de Poitiers, accusé de complicité en 1524 lors de la rébellion de Charles III de Bourbon passe ses dernières années emprisonné à Loches

### Temps modernes
- Philippe Gaultier de La Ferrière (1688-1760), religieux
- Jacques-Élie Lamblardie (1747-1797), ingénieur, fondateur de l'École polytechnique

### Révolution etXIXesiècle
- Charles-Albert Pottier, (1755 à Loches - 1829 à Nyon (canton de Vaud, en Suisse)), homme politique de la Révolution française.
- Alfred de Vigny (1797-1863), écrivain dont la maison natale est située 27, rue des Jeux
- Louis Delaporte (1842-1925), marin, explorateur et collectionneur
- Gilbert du Motier de La Fayette (1757-1834), le marquis de La Fayette, qui acquit un domaine considérable allant de Reignac-sur-Indre à Saint-Hippolyte par son union avec Marie de Noailles. Avec son cousin, le marquis de Lusignan, il possédait cinq demeures autour de Loches : le château d'Azay-sur-Indre et le château de la Follaine à Azay-sur-Indre, le château de Reignac-sur-Indre et le château de Vitray, ancienne paroisse aujourd'hui rattachée à Saint-Hippolyte et le château de l'Epinay à Dolus-le-Sec.
- Pierre Nioche (1820-1902), homme politique, sous-préfet de Loches, sénateur d'Indre-et-Loire.
- Emmanuel Lansyer (1835-1893), peintre
- Lucien Gaultier de La Ferrière (1838-1912), homme politique

### XXeetXXIesiècles
- Edmond Gautier (1835-1895), historien de la ville et du château de Loches.
- Daniel Wilson (1840-1919), député de Loches à partir de 1876, gendre du président de la République Jules Grévy, impliqué dans le scandale des décorations, mort à Loches en 1919.
- Jacques-Marie Rougé (1873-1956), folkloriste, écrivain, conservateur du musée du Terroir de Loches (fermé).
- Marcel Degliame (1912-1989), ouvrier, syndicaliste, résistant, administrateur de théâtre, producteur de films, ami de Boris Vian, mort à Loches.
- Anne-Marie Bigot, Juste parmi les nations, est née à Loches.
- Pierre-Laurent Brenot (1913-1998), styliste, affichiste et artiste peintre, mort à Loches.
- Pierre Bourgeade (1927-2009), écrivain et dramaturge, mort à Loches.
- Jean-François Guérin, prêtre (1929-2005), fondateur d'une société de prêtres, la communauté Saint-Martin, est né à Loches.
- Jean-Jacques Descamps (né en 1935), maire de Loches de 1995 à 2014, ancien député, ancien secrétaire d'État chargé du tourisme (1986-1988).
- Mikhaïl Chemiakine (1943-) peintre, sculpteur, collectionneur, éditeur.
- Gonzague Saint Bris (1948-2017), né à Loches, écrivain, a été conseiller municipal.
- Jean-Paul Penin (1949-), chef d'orchestre (Philharmonie Nationale de Cracovie), recréateur en France pour France Télévision de la Messe solennelle de Hector Berlioz, premier enregistrement mondial. A passé à Loches, dans sa famille, de nombreux moments de sa jeunesse.
- Jacques Villeret (1951-2005), acteur né à Tours a vécu à Loches dans sa jeunesse.
- Michaël Milon (1972-2002), karatéka et acteur.

## Héraldique
Pour un article plus général, voir armorial des communes d'Indre-et-Loire.
| Blason de Loches | Les armes de Loches se blasonnent ainsi : D'argent à six loches de sable 3-2-1, au chef d'azur chargé de trois fleurs de lys d'or. Armes parlantes. |

Le blason de la ville n'apparaît qu'au XVe siècle et les loches (poissons) qui y figurent ne sont qu'un « jeu de mots » pour faire référence au nom de la ville (ce n'est pas parce qu'il y a des poissons sur le blason que la ville s'appelle Loches mais c'est parce que la ville s'appelle Loches qu'on a mis des poissons sur le blason). Des érudits ont proposé un hypothétique étymon celtique louch, signifiant « étendue d'eau » ou « marais », basée sur un rapprochement avec le loch écossais.